# Биробиджанская ТЭЦ
Биробиджа́нская ТЭЦ — тепловая электростанция (в настоящее время — водогрейная котельная) в городе Биробиджан, Еврейская АО. Основной источник теплоснабжения Биробиджана. Входит в состав АО «Дальневосточная генерирующая компания» (входит в группу РусГидро), филиал «Хабаровская теплосетевая компания».

## Конструкция станции
По конструкции Биробиджанская ТЭЦ с 1982 года представляет собой водогрейную котельную (электрогенерирующее оборудование демонтировано), установленная тепловая мощность — 338 Гкал/час. В качестве топлива используется бурый уголь различных месторождений. Основное оборудование станции включает в себя семь котлоагрегатов БКЗ-75-39ФБ, введённых в эксплуатацию в 1972—1986 годах. Система технического водоснабжения использует 12 подземных скважин.

## История строительства и эксплуатации
Проект строительства теплоэлектростанции в Биробиджане был утверждён еще в 1934 году, тогда же были начаты подготовительные работы, вскоре остановленные, а энергоснабжение города обеспечивалось небольшой локомотивно-дизельной электростанцией и энергопоездом. В 1954 году строительство станции было возобновлено, первый котлоагрегат производительности 20 тонн пара в час и первый турбоагрегат мощностью 2,5 МВт были пущены в октябре 1958 года. В 1960—1961 годах были введены в эксплуатацию еще два котла и один турбоагрегат. В 1961 году Биробиджанская ТЭЦ была передана в ведение РУ «Хабаровскэнерго». В 1967 году вводится в эксплуатацию паровой котел низкого давления № 4, в 1973 году — котлы № 5 и 6, в 1975 году — № 7, в 1981 году — № 8, в 1983 году — № 9, в 1986 — № 10. В результате к 1980 году в Биробиджане закрыли более 30 котельных и организовали централизованное горячее водоснабжение. В 1982 году ТЭЦ переведена в режим работы котельной, электрогенерирующее оборудование демонтировано. До 2007 года Биробиджанская ТЭЦ входила в состав ОАО «Хабаровскэнерго», в настоящее время является структурным подразделением филиала «Дальневосточная генерирующая компания» АО «ДГК».